# Talulah Riley
Talulah Riley (Engeland, 26 september 1985) is een Brits actrice.
Riley bezocht de scholen Cheltenham Ladies' College, Haberdashers' Aske's School for Girls en Berkhamsted School. In 2003 was ze voor het eerst op televisie te zien met een gastrol in Agatha Christie's Poirot. In 2005 volgde haar theaterdebuut, met een bijrol in een toneeluitvoering van The Philadelphia Story. Nog in datzelfde jaar maakte ze haar filmdebuut, met de vertolking van Mary Bennet in Pride and Prejudice (2005). Haar eerste hoofdrol speelde ze in St. Trinian's (2007), een film met onder andere Rupert Everett, Colin Firth, Russell Brand en Gemma Arterton. Vervolgens was ze te zien als een muziekliefhebber uit de jaren 60 in The Boat That Rocked (2009).
Riley was tussen 2010 en 2015 getrouwd met ondernemer Elon Musk. Het stel trouwde in Schotland. In 2024 trouwde Riley met acteur Thomas Brodie-Sangster.

## Filmografie
- Bibliothèque nationale de France: cb17911521g (data)
- Gemeinsame Normdatei: 1062120434
- International Standard Name Identifier: 0000 0000 4488 9121
- Library of Congress Control Number: no2006022626
- Nationale Bibliotheek van Tsjechië: xx0165384
- Nationale Bibliotheek van Israël: 987007403603205171
- Istituto Centrale per il Catalogo Unico: MODV653015
- Virtual International Authority File: 73601936
- WorldCat: E39PBJpYvYPTfXxDWPbRJ36h73